# Lijst van voetbalinterlands Italië - Noorwegen
Deze lijst van voetbalinterlands is een overzicht van alle officiële voetbalwedstrijden tussen de nationale teams van Italië en Noorwegen. De landen hebben tot op heden achttien keer tegen elkaar gespeeld. De eerste ontmoeting werd gespeeld in Antwerpen (België) op 31 augustus 1920 tijdens de Olympische Spelen. Het laatste duel, een kwalificatiewedstrijd voor het Wereldkampioenschap voetbal 2026, vond plaats op 6 juni 2025 in Oslo.

## Wedstrijden
| №  | Plaats          | Datum             | Competitie           | Wedstrijd          | Uitslag |
| -- | --------------- | ----------------- | -------------------- | ------------------ | ------- |
| 1  | Antwerpen       | 31 augustus 1920  | OS 1920              | Italië − Noorwegen | 2 − 1   |
| 2  | Berlijn         | 10 augustus 1936  | OS 1936              | Italië − Noorwegen | 2 − 1   |
| 3  | Oslo            | 27 mei 1937       | Vriendschappelijk    | Noorwegen − Italië | 1 − 3   |
| 4  | Marseille       | 5 juni 1938       | WK 1938              | Italië − Noorwegen | 2 − 1   |
| 5  | Lecce           | 25 september 1985 | Vriendschappelijk    | Italië − Noorwegen | 1 − 2   |
| 6  | Oslo            | 28 mei 1987       | Vriendschappelijk    | Noorwegen − Italië | 0 − 0   |
| 7  | Pescara         | 19 oktober 1988   | Vriendschappelijk    | Italië − Noorwegen | 2 − 1   |
| 8  | Oslo            | 5 juni 1991       | EK 1992 kwalificatie | Noorwegen − Italië | 2 − 1   |
| 9  | Genua           | 13 november 1991  | EK 1992 kwalificatie | Italië − Noorwegen | 1 − 1   |
| 10 | East Rutherford | 23 juni 1994      | WK 1994              | Italië − Noorwegen | 1 − 0   |
| 11 | Marseille       | 27 juni 1998      | WK 1998              | Italië − Noorwegen | 1 − 0   |
| 12 | Pisa            | 10 februari 1999  | Vriendschappelijk    | Italië − Noorwegen | 0 − 0   |
| 13 | Oslo            | 3 juni 2000       | Vriendschappelijk    | Noorwegen − Italië | 1 − 0   |
| 14 | Palermo         | 4 september 2004  | WK 2006 kwalificatie | Italië − Noorwegen | 2 − 1   |
| 15 | Oslo            | 4 juni 2005       | WK 2006 kwalificatie | Noorwegen − Italië | 0 − 0   |
| 16 | Oslo            | 9 september 2014  | EK 2016 kwalificatie | Noorwegen − Italië | 0 − 2   |
| 17 | Rome            | 13 oktober 2015   | EK 2016 kwalificatie | Italië − Noorwegen | 2 − 1   |
| 18 | Oslo            | 6 juni 2025       | WK 2026 kwalificatie | Noorwegen − Italië | 3 − 0   |
| 19 | Milaan          | 16 november 2025  | WK 2026 kwalificatie | Italië − Noorwegen |         |

## Samenvatting
| Competitie        | Totaal gespeeld | Winst Italië | Gelijk | Winst Noorwegen | Doelsaldo Italië – Noorwegen |
| ----------------- | --------------- | ------------ | ------ | --------------- | ---------------------------- |
| WK-eindronde      | 3               | 3            | 0      | 0               | 4 − 1                        |
| WK-kwalificatie   | 3               | 1            | 1      | 1               | 2 − 4                        |
| EK-kwalificatie   | 4               | 2            | 1      | 1               | 6 − 4                        |
| Olympische Spelen | 2               | 2            | 0      | 0               | 4 − 2                        |
| Vriendschappelijk | 6               | 2            | 2      | 2               | 6 − 5                        |
| Totaal            | 18              | 10           | 4      | 4               | 22 − 16                      |

## Details

### Eerste ontmoeting
| Olympische Spelen 1920 (Antwerpen, België, 31 augustus 1920): |       |                   |
| Italië | 2 – 1 | Noorwegen         |
| Enrico Sardi 46' Emilio Badini 123' | goals | 41' Arne Andersen |
| - Debuut van Luigi Burlando (SG Andrea Doria), Virginio Rosetta (US Pro Vercelli), Emilio Badini (Bologna) en Rinaldo Roggero (Savona FBC) voor Italië. - Debuut van Ellef Mohn (SK Frigg) en Arne Andersen (FK Kvik Fredrikshald) voor Noorwegen. |       |                   |

### Tweede ontmoeting
| Olympische Spelen 1936 (Berlijn, Duitsland, 10 augustus 1936): |       |                  |
| Italië                                                         | 2 – 1 | Noorwegen        |
| Alfonso Negro 15' Annibale Frossi 96'                          | goals | 58' Arne Brustad |
| - Debuut van Alfonso Negro (AC Fiorentina) voor Italië.        |       |                  |

### Achtste ontmoeting
| EK 1992 kwalificatie (Oslo, Noorwegen, 5 juni 1991): |              | |
| Noorwegen | 2 – 1        | Italië |
| Tore André Dahlum 5' Lars Bohinen 25' | goals        | 78' Salvatore Schillaci |
| Egil Olsen | bondscoach   | Azeglio Vicini |
| Erik Thorstvedt Pål Lydersen Per-Egil Ahlsen Rune Bratseth Tore Pedersen Karl Petter Løken Lars Bohinen Kåre Ingebrigtsen Tore André Dahlum 46' Gøran Sørloth Jahn Ivar Jakobsen | opstellingen | Walter Zenga Ciro Ferrara Franco Baresi Paolo Maldini Stefano Eranio 90' Riccardo Ferri Attilio Lombardo 53' Fernando De Napoli Gianluca Vialli Roberto Mancini Massimo Crippa |
| Erik Pedersen 46' | wissels      | 53' Salvatore Schillaci 90' Giuseppe Bergomi |
| Tore Pedersen 11' Lars Bohinen 84' Gøran Sørloth 89' | gele kaarten | 16' Roberto Mancini 30' Ciro Ferrara |
| | rode kaarten | 90+2' Giuseppe Bergomi |

### Negende ontmoeting
| EK 1992 kwalificatie (Genua, Italië, 13 november 1991): |              | |
| Italië | 1 – 1        | Noorwegen |
| Ruggiero Rizzitelli 83' | goals        | 60' Jahn Ivar Jakobsen |
| Arrigo Sacchi | bondscoach   | Egil Olsen |
| Gianluca Pagliuca Alessandro Costacurta Riccardo Ferri Franco Baresi Paolo Maldini Carlo Ancelotti Nicola Berti 71' Stefano Eranio Gianfranco Zola Francesco Baiano 57' Gianluca Vialli | opstellingen | Erik Thorstvedt Karl-Petter Løken Per Egil Ahlsen Rune Bratseth Pål Lydersen 46' Ronny Johnsen 84' Kåre Ingebrigtsen Kjetil Rekdal Gøran Sørloth Jahn Ivar Jakobsen Jan Åge Fjørtoft |
| Ruggiero Rizzitelli 57' Fernando Di Napoli 71' | wissels      | 46' Jan Ove Pedersen 84' Ørjan Berg |
| Alessandro Costacurta 17' Carlo Ancelotti 81' | gele kaarten | 15' Jan Åge Fjørtoft 60' Gøran Sørloth 87' Ørjan Berg |

### Tiende ontmoeting
| WK 1994 (East Rutherford, Verenigde Staten, 23 juni 1994): |              | |
| Italië | 1 – 0        | Noorwegen |
| Dino Baggio 69' | goals        | |
| Arrigo Sacchi | bondscoach   | Egil Olsen |
| Gianluca Pagliuca Antonio Benarrivo Alessandro Costacurta Franco Baresi 50' Paolo Maldini Demetrio Albertini Dino Baggio Pierluigi Casiraghi 69' Nicola Berti Roberto Baggio 22' Giuseppe Signori | opstellingen | Erik Thorstvedt Alf Inge Håland Rune Bratseth Henning Berg Stig Inge Bjørnebye Jostein Flo 51' Erik Mykland Øyvind Leonhardsen Lars Bohinen Jan Åge Fjørtoft 46' Sigurd Rushfeldt |
| Luca Marchegiani 22' Luigi Apolloni 50' Daniele Massaro 69' | wissels      | 46' Jahn Ivar Jakobsen 51' Kjetil Rekdal |
| Pierluigi Casiraghi 35' | gele kaarten | 33' Stig Inge Bjørnebye 88' Alf Inge Håland |
| Gianluca Pagliuca 21' | rode kaarten | |

### Elfde ontmoeting
| WK 1998 (Marseille, Frankrijk, 27 juni 1998): |              | |
| Italië | 1 – 0        | Noorwegen |
| Christian Vieri 18' | goals        | |
| Cesare Maldini | bondscoach   | Egil Olsen |
| Gianluca Pagliuca Alessandro Costacurta Giuseppe Bergomi Paolo Maldini Fabio Cannavaro Demetrio Albertini 72' Dino Baggio Luigi Di Biagio Francesco Moriero 63' Alessandro Del Piero 77' Christian Vieri | opstellingen | Frode Grodås Henning Berg Dan Eggen Ronny Johnsen Stig Inge Bjørnebye 73' Håvard Flo 13' Øyvind Leonhardsen Kjetil Rekdal Vidar Riseth Erik Mykland Tore André Flo |
| Angelo Di Livio 63' Gianluca Pessotto 72' Enrico Chiesa 77' | wissels      | 13' 38' Roar Strand 38' Ståle Solbakken 73' Ole Gunnar Solskjær |
| Francesco Moriero 38' Luigi Di Biagio 84' Paolo Maldini 89' | gele kaarten | 35' Håvard Flo 54' Erik Mykland 62' Kjetil Rekdal |

### Twaalfde ontmoeting
| Vriendschappelijk (Pisa, Italië, 10 februari 1999):    |       |           |
| Italië                                                 | 0 – 0 | Noorwegen |
|                                                        | goals |           |
| - Debuut van Gianluca Zambrotta (AS Bari) voor Italië. |       |           |

### Dertiende ontmoeting
| Vriendschappelijk (Oslo, Noorwegen, 3 juni 2000): |       |        |
| Noorwegen                                         | 1 – 0 | Italië |
| John Carew 52'                                    | goals |        |

### Veertiende ontmoeting
| WK 2006 kwalificatie (Palermo, Italië, 4 september 2004):                         |       |               |
| Italië                                                                            | 2 – 1 | Noorwegen     |
| Daniele De Rossi 4' Luca Toni 80'                                                 | goals | 1' John Carew |
| - Debuut van Daniele De Rossi (AS Roma) en Alberto Gilardino (Parma) voor Italië. |       |               |

### Vijftiende ontmoeting
| WK 2006 kwalificatie (Oslo, Noorwegen, 4 juni 2005): |       |        |
| Noorwegen                                            | 0 – 0 | Italië |
|                                                      | goals |        |

### Zestiende ontmoeting
| EK-kwalificatie (Oslo, Noorwegen, 9 september 2014): |              | |
| Noorwegen | 0 – 2        | Italië |
| | goals        | 16' Simone Zaza 62' Leonardo Bonucci |
| Per-Mathias Høgmo | bondscoach   | Antonio Conte |
| Ørjan Nyland Vegard Forren Per Egil Flo Per Ciljan Skjelbred 75' Ruben Yttergård Jenssen 70' Håvard Nordtveit Omar Elabdellaoui Mats Møller Dæhli Stefan Johansen Joshua King Håvard Nielsen 50' | opstellingen | Gianluigi Buffon Leonardo Bonucci 61' Matteo Darmian Andrea Ranocchia Davide Astori Mattia De Sciglio Daniele De Rossi Emanuele Giaccherini 87' Alessandro Florenzi Ciro Immobile 83' Simone Zaza      |
| Tarik Elyounoussi 50' Alexander Tettey 70' Morten Gamst Pedersen 75' Rune Jarstein André Hansen Fredrik Semb Berge Steffen Hagen Jone Samuelsen Anders Konradsen André Danielsen Ola Kamara      | wissels      | 61' Manuel Pasqual 83' Mattia Destro 87' Andrea Poli Mattia Perin Salvatore Sirigu Christian Maggio Angelo Ogbonna Marco Parolo Antonio Candreva Marco Verratti Sebastian Giovinco Stephan El Shaarawy |
| Håvard Nordtveit 83' Vegard Forren 90' | gele kaarten | 41' Alessandro Florenzi 66' Davide Astori |

FIGC · A-internationals · Selecties · Bondscoaches · Italiaans vrouwenelftal · Olympisch elftal · Italië U21 · Italië U20 · Italië U19 · Italië U18 · Italië U17 · Italië U16 · Vrouwen U17
1910 – 1919 ·
1920 – 1929 ·
1930 – 1939 ·
1940 – 1949 ·
1950 – 1959 ·
1960 – 1969 ·
1970 – 1979 ·
1980 – 1989 ·
1990 – 1999 ·
2000 – 2009 ·
2010 – 2019 ·
2020 − 2029
EK's: 1968 · 
1980 · 
1988 · 
1996 · 
2000 · 
2004 · 
2008 · 
2012 · 
2016 ·
2020 ·
2024
WK's: 1934 · 
1938 · 
1950 · 
1954 · 
1962 · 
1966 · 
1970 · 
1974 · 
1978 · 
1982 · 
1986 · 
1990 · 
1994 · 
1998 · 
2002 · 
2006 · 
2010 · 
2014
OS: 1912 · 
1920 · 
1924 · 
1928 · 
1936 · 
1948 · 
1952 · 
1960 · 
1984 · 
1988 · 
1992 · 
1996 · 
2000 · 
2004 · 
2008
1911 · 
1912 · 
1913 · 
1914 · 
1915 · 
1916 · 1917 · 1918 · 1919 · 
1920 · 
1921 · 
1922 · 
1923 · 
1924 · 
1925 · 
1926 · 
1927 · 
1928 · 
1929 · 
1930 · 
1931 · 
1932 · 
1933 · 
1934 · 
1935 · 
1936 · 
1937 · 
1938 · 
1939 · 
1940 · 
1941 · 
1942 · 
1943 · 1944 · 
1945 · 
1946 · 
1947 · 
1948 · 
1949 · 
1950 · 
1952 · 
1952 · 
1953 · 
1954 · 
1955 · 
1956 · 
1957 · 
1958 · 
1959 · 
1960 · 
1961 · 
1962 · 
1963 · 
1964 · 
1965 · 
1966 · 
1967 · 
1968 · 
1969 · 
1970 · 
1971 · 
1972 · 
1973 · 
1974 · 
1975 · 
1976 · 
1977 · 
1978 · 
1979 · 
1980 · 
1981 · 
1982 · 
1983 · 
1984 · 
1985 · 
1986 · 
1987 · 
1988 · 
1989 · 
1990 ·
1991 · 
1992 · 
1993 · 
1994 · 
1995 · 
1996 · 
1997 · 
1998 · 
1999 · 
2000 · 
2001 · 
2002 · 
2003 · 
2004 · 
2005 · 
2006 · 
2007 · 
2008 · 
2009 · 
2010 · 
2011 · 
2012 · 
2013 · 
2014 · 
2015 · 
2016 · 
2017 ·
2018 ·
2019 ·
2020 ·
2021 ·
2022 ·
2023 ·
2024
Albanië ·
Algerije ·
Argentinië ·
Armenië ·
Australië ·
Azerbeidzjan ·
België ·
Bosnië en Herzegovina ·
Brazilië ·
Bulgarije ·
Canada ·
Chili ·
China ·
Costa Rica ·
Cyprus ·
DDR ·
Denemarken ·
Duitsland ·
Ecuador ·
Egypte ·
Engeland ·
Estland ·
Faeröer ·
Finland ·
Frankrijk ·
Georgië ·
Ghana ·
Griekenland ·
Haïti ·
Hongarije ·
Ierland ·
IJsland ·
Israël ·
Ivoorkust ·
Japan ·
Joegoslavië ·
Kameroen ·
Kroatië ·
Liechtenstein · 
Litouwen ·
Luxemburg ·
Malta ·
Marokko ·
Mexico ·
Moldavië ·
Montenegro ·
Nederland ·
Nieuw-Zeeland ·
Nigeria ·
Noord-Ierland ·
Noord-Korea ·
Noord-Macedonië ·
Noorwegen ·
Oekraïne ·
Oostenrijk ·
Paraguay ·
Peru ·
Polen ·
Portugal ·
Roemenië ·
Rusland ·
San Marino ·
Saoedi-Arabië ·
Schotland ·
Servië ·
Servië en Montenegro ·
Slovenië ·
Slowakije ·
Sovjet-Unie ·
Spanje ·
Tsjechië ·
Tsjecho-Slowakije ·
Tunesië ·
Turkije ·
Uruguay ·
Venezuela ·
Verenigde Staten ·
Wales ·
Wit-Rusland ·
Zuid-Afrika ·
Zuid-Korea ·
Zweden ·
Zwitserland
Argentinië (1982) · 
Australië (2006) · 
België (2016) · 
België (2021) · 
Brazilië (1970) · 
Brazilië (1982) · 
Brazilië (1994) · 
Costa Rica (2014) · 
Duitsland (2006) · 
Duitsland (2012) · 
Engeland (2012) ·
Engeland (2014) ·
Engeland (2021) ·
Frankrijk (2000) · 
Frankrijk (2006) · 
Frankrijk (2008) · 
Ghana (2006) · 
Hongarije (1938) · 
Ierland (2012) · 
Joegoslavië (1968) · 
Kameroen (1982) · 
Kroatië (2012) · 
Nederland (2008) · 
Nieuw-Zeeland (2010) · 
Oekraïne (2006) · 
Oostenrijk (2021) · 
Paraguay (2010) · 
Peru (1982) · 
Polen (1982, 1) · 
Polen (1982, 2) · 
Roemenië (2008) · 
Spanje (2008) ·
Spanje (2012, 1) ·
Spanje (2012, 2) ·
Spanje (2016) ·
Spanje (2021) ·
Tsjechië (2006) · 
Turkije (2021) · 
Uruguay (2014) · 
Verenigde Staten (2006) · 
Wales (2021) · 
West-Duitsland (1982) · 
Zweden (2016) · 
Zwitserland (2021)
NFF · A-internationals · Selecties · Bondscoaches · Noors vrouwenelftal · Olympisch elftal · Noorwegen U21 · Noorwegen U20 · Noorwegen U19 · Noorwegen U18 · Noorwegen U17 · Noorwegen U16 · Vrouwen U17
1908 – 1919 ·
1920 – 1929 ·
1930 – 1939 ·
1940 – 1949 ·
1950 – 1959 ·
1960 – 1969 ·
1970 – 1979 ·
1980 – 1989 ·
1990 – 1999 ·
2000 – 2009 ·
2010 – 2019 ·
2020 − 2029
EK 2000
WK 1938 ·
WK 1994 ·
WK 1998
OS 1912 · 
OS 1920 · 
OS 1936 · 
OS 1952 · 
OS 1984
1908 ·
1909 ·
1910 ·
1911 ·
1912 · 
1913 · 
1914 · 
1915 · 
1916 · 
1917 · 
1918 · 
1919 · 
1920 · 
1921 · 
1922 · 
1923 · 
1924 · 
1925 · 
1926 · 
1927 · 
1928 · 
1929 · 
1930 · 
1931 · 
1932 · 
1933 · 
1934 · 
1935 · 
1936 · 
1937 · 
1938 · 
1939 · 
1940 – 1944 · 
1945 · 
1946 · 
1947 · 
1948 · 
1949 · 
1950 · 
1952 · 
1952 · 
1953 · 
1954 · 
1955 · 
1956 · 
1957 · 
1958 · 
1959 · 
1960 · 
1961 · 
1962 · 
1963 · 
1964 · 
1965 · 
1966 · 
1967 · 
1968 · 
1969 · 
1970 · 
1971 · 
1972 · 
1973 · 
1974 · 
1975 · 
1976 · 
1977 · 
1978 · 
1979 · 
1980 · 
1981 · 
1982 · 
1983 · 
1984 · 
1985 · 
1986 · 
1987 · 
1988 · 
1989 · 
1990 ·
1991 · 
1992 · 
1993 · 
1994 · 
1995 · 
1996 · 
1997 · 
1998 · 
1999 · 
2000 · 
2001 · 
2002 · 
2003 · 
2004 · 
2005 · 
2006 · 
2007 · 
2008 · 
2009 · 
2010 · 
2011 · 
2012 · 
2013 · 
2014 · 
2015 · 
2016 · 
2017 · 
2018 ·
2019 ·
2020 ·
2021 ·
2022 ·
2023 ·
2024
Albanië ·
Argentinië ·
Armenië ·
Australië ·
Azerbeidzjan ·
Bahrein ·
België ·
Bermuda ·
Bosnië en Herzegovina ·
Brazilië ·
Bulgarije ·
China ·
Colombia ·
Costa Rica ·
Cyprus ·
Denemarken ·
DDR ·
Duitsland ·
Egypte ·
Engeland ·
Estland ·
Faeröer ·
Finland ·
Frankrijk ·
Georgië ·
Ghana ·
Gibraltar ·
Grenada ·
Griekenland ·
Guatemala ·
Honduras ·
Hongarije ·
Hongkong ·
Ierland ·
IJsland ·
Israël ·
Italië ·
Jamaica ·
Japan ·
Joegoslavië ·
Jordanië ·
Kameroen ·
Kazachstan ·
Koeweit ·
Kosovo ·
Kroatië ·
Letland ·
Litouwen ·
Luxemburg ·
Malta ·
Marokko ·
Mexico ·
Moldavië ·
Montenegro ·
Nederland ·
Nieuw-Zeeland ·
Nigeria ·
Noord-Ierland ·
Noord-Korea ·
Noord-Macedonië ·
Oekraïne ·
Oman ·
Oostenrijk ·
Panama ·
Paraguay ·
Polen ·
Portugal ·
Qatar ·
Roemenië ·
Rusland ·
Saarland ·
San Marino ·
Saoedi-Arabië ·
Schotland ·
Senegal ·
Servië ·
Servië en Montenegro ·
Singapore ·
Slovenië ·
Slowakije ·
Sovjet-Unie ·
Spanje ·
Thailand ·
Trinidad en Tobago ·
Tsjechië ·
Tsjecho-Slowakije ·
Tunesië ·
Turkije ·
Uruguay ·
Verenigde Arabische Emiraten ·
Verenigde Staten ·
Verenigd Koninkrijk ·
Wales ·
Wit-Rusland ·
Zuid-Afrika ·
Zuid-Korea ·
Zweden ·
Zwitserland